# Похищение Ребекки
«Похищение Ребекки» — картина французского художника Эжена Делакруа, написанная в 1846 году. В настоящее время картина находится в собрании Метрополитен-музея в Нью-Йорке.
На картине изображена сцена из романа Вальтера Скотта «Айвенго», в котором по сюжету похищается Ребекка, героиня романа. Делакруа создал картину во время расцвета движения романтизма во Франции и представил работу на Парижском салоне 1846 году под названием «Ребекка похищена у ордена тамплиеров Буагильбера во время разграбления замка Фрон де Беф». Делакруа впервые обратился к Айвенго в 1823 году, когда создал небольшую работу с Ребеккой и раненым Айвенго, изобразив сцену из романа, происходившую непосредственно перед похищением Ребекки. 
На картине сочетаются противоположные элементы — от разные этнические типажи героев, дихотомичные мужские и женские фигурами в активных и пассивных ролях. Подобное можно часто видеть в работах Делакруа. В этой работе Делакруа демонстрирует основную тенденцию в своём подходе к композиции — единство действия, места и времени. Критики, посетившие салон, в основном, негативно отзывались о картине. Их мнения отражали разрыв между устоявшимися парадигмами неоклассицизма и свободой творческого выражения, присущей романтизму.Тем не менее, восторженный отзыв о картине оставил поэт Шарль Бодлер.
В 1858 году Делакруа создал работу с тем же сюжетом, но иной композицией для парижского Салона 1859 года; вторая версия «Похищения» находится в собрании Лувра.